# Millen (Geòrgia)
Millen és una població dels Estats Units a l'estat de Geòrgia. Segons el cens del 2000 tenia 3.492 habitants.

## Demografia
Segons el cens del 2000, Millen tenia 3.492 habitants, 1.321 habitatges, i 854 famílies. La densitat de població era de 373,5 habitants/km².
Dels 1.321 habitatges en un 30,8% hi vivien nens de menys de 18 anys, en un 32,9% hi vivien parelles casades, en un 27,6% dones solteres, i en un 35,3% no eren unitats familiars. En el 31,2% dels habitatges hi vivien persones soles el 14,4% de les quals corresponia a persones de 65 anys o més que vivien soles. El nombre mitjà de persones vivint en cada habitatge era de 2,55 i el nombre mitjà de persones que vivien en cada família era de 3,24.
Per edats la població es repartia de la següent manera: un 28,4% tenia menys de 18 anys, un 9,3% entre 18 i 24, un 24,9% entre 25 i 44, un 20,9% de 45 a 60 i un 16,6% 65 anys o més.
L'edat mediana era de 36 anys. Per cada 100 dones de 18 o més anys hi havia 74,7 homes.
La renda mediana per habitatge era de 18.701 $ i la renda mediana per família de 23.423 $. Els homes tenien una renda mediana de 25.792 $ mentre que les dones 17.330 $. La renda per capita de la població era d'11.851 $. Entorn del 30% de les famílies i el 35% de la població estaven per davall del llindar de pobresa.

## Poblacions més properes
El següent diagrama mostra les poblacions més properes.